# Comté de Hamilton (Tennessee)
Pour les articles homonymes, voir Comté de Hamilton.
Le comté de Hamilton est un comté de l'État du Tennessee, aux États-Unis, dont le siège se trouve à Chattanooga.
Son nom est un hommage à Alexander Hamilton (1757-1804), premier secrétaire du Trésor des États-Unis.